# Marco della Nuova Guinea

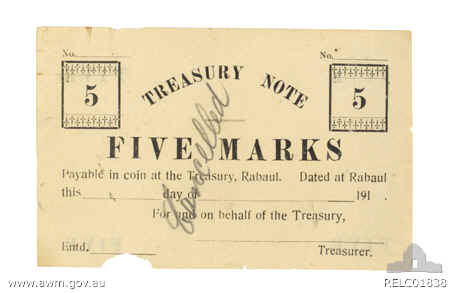
Una banconota del tesore da 5 marchi

Il marco (in tedesco Mark) è stato il mezzo di pagamento ufficiale nella colonia tedesca della Nuova Guinea tedesca tra il 1884 e il 1911. Aveva lo stesso valore del Goldmark, che era anche di corso legale nella colonia.
Inizialmente circolavano solo monete tedesche, che furono integrate nel 1894 da monete emesse particolarmente per la Nuova Guinea. Queste furono demonetizzate il 15 aprile 1911 e sostituite con il marco tedesco, l'unica moneta a corso legale dopo quella data.
Nel 1914, durante la prima guerra mondiale, la Nuova Guinea tedesca fu occupata dall'Australia. In quell'anno le autorità australiane emisero banconote del Tesoro con il valore in marchi. Il 1915 il marco fu sostituito dalla sterlina australiana.

## Monete
Il 1894 la Neuguinea-Kompagnie emise monete di bronzo da 1, 2 e 10 Pfennig e d'argento da  ½, 1, 2 e 5 marchi; in seguito, il 1895, coniò anche monete d'oro da 10 e 20 marchi.

## Banconote
Tra il 1914 e il 1915, le autorità australiane emisero delle banconote della Nuova Guinea nei tagli da 5, 10, 20, 50 e 100 marchi, ora estremamente rare.